# 秘封ナイトメアダイアリー 〜 Violet Detector.
『秘封ナイトメアダイアリー　～ Violet Detector.』（ひふうナイトメアダイアリー ヴァイオレット ディテクター）は、同人サークル上海アリス幻樂団によって製作されている弾幕系シューティングゲームであり、東方Project第16.5弾に当たる作品となる。2018年7月19日に製作者のZUNのブログにおいて発売の予定と一部情報が発表され、2018年8月10日のC94で頒布された。
東方文花帖と同じ感覚のシステムが予告されている。

## ゲームシステム
撮影システム自体は文花帖、ダブルスポイラーのものを踏襲しているが、撮影回数の規定はなくなり、撮影とショットでボスにダメージを与える体力制システムとなった（ただし一度も撮影しないと失格）。
また、撮影以外にもテレポート能力や写真ゲージを消費しての被弾無効化などの超能力が使えるようになった。

### 超能力
Lv.1 バレットキャンセル
撮影した弾幕を消し、敵を撮影した場合はダメージを与える。初期能力。
Lv.2 テレポーテーション
周囲8方向から選んで一定距離を瞬間移動する。瞬間移動前後は動けない。
Lv.3 テレフォトグラフィー
より遠距離を撮影出来るようになる。
Lv.4 パイロキネシス
ショットに炎弾が追加され攻撃力・範囲が上がる。
Lv.5 デスキャンセル
被弾時写真ゲージが100%なら、67%消費して被弾を無かった事にし周囲の弾を撮影して消す。撮影ダメージは無くスコアとしても記録されない。

## あらすじ
秘封俱楽部初代会長の宇佐見菫子は、夢の中で博麗霊夢に襲われる。

## 登場人物
宇佐見菫子
ドレミー・スイート
博麗霊夢
霧雨魔理沙
摩多羅隠岐奈
清蘭
鈴瑚
エタニティラルバ
矢田寺成美
坂田ネムノ
高麗野あうん
クラウンピース
稀神サグメ
丁礼田舞
爾子田里乃
ヘカーティア・ラピスラズリ
純狐
レミリア・スカーレット
フランドール・スカーレット
聖白蓮
豊聡耳神子
西行寺幽々子
四季映姫・ヤマザナドゥ
八坂神奈子
洩矢諏訪子
八意永琳
蓬莱山輝夜
比那名居天子
少名針妙丸
古明地さとり
霊烏路空
古明地こいし
八雲藍
二ッ岩マミゾウ
封獣ぬえ
堀川雷鼓
永江衣玖
伊吹萃香
藤原妹紅
八雲紫

## 曲目リスト
1. 悪夢日記 - 新曲
2. ルーシッドドリーマー - 新曲
3. ルナティックドリーマー - 新曲
4. ナイトメアダイアリー - 新曲
5. バー・オールドアダム - 旧約酒場から
6. 燕石博物誌が連れてきた闇 - 旧約酒場から
7. 永遠の春夢 - 東方紺珠伝から
8. 秘匿されたフォーシーズンズ - 東方天空璋から